# Parviturbo concepcionensis
Parviturbo concepcionensis is een slakkensoort uit de familie van de Skeneidae. De wetenschappelijke naam van de soort is voor het eerst geldig gepubliceerd in 1935 door Lowe.